# Bruxismus
Bruxismus (řec. brygmos/brucho – skřípání; lat. brygmus, ī, m. – skřípání; angl. bruxism) je jedna z nejznámějších, nejčastějších a nejdestruktivnějších funkčních poruch (patologických návyků neboli parafunkcí), při které pacient provádí časově ohraničené (občasné, epizodické), opakované, neúčelné a mimovolné žvýkací až zcela atypické pohyby, při kterých se o sebe s výraznou silou třou horní a dolní žvýkací plochy zubů.
V souvislosti s bruxismem se hovoří o těchto bruxistických fenoménech (typech), které se mohou více či méně překrývat: 
- Skřípání zubů (angl. gnashing, gritting) – kontaktní posun horních a dolních zubů vůči sobě, který vyvolává charakteristický zvukový fenomén. Vyskytuje se hlavně ve spánku. Mezi laiky i některými odborníky je to termín, který považují za synonymum bruxismu.[3]
- Nadměrné tření zubů (angl. grinding) – kontaktní posun horních a dolních zubů vůči sobě, který vede k jejich nadměrnému opotřebení (abrazi). Vyskytuje se hlavně ve spánku.[4]
- Zatínání zubů (angl. clenching) – protrahovaný kontakt horních a dolních zubů nadměrnou svalovou silou. Vyskytuje se hlavně v bdělém stavu.[5]
- Svírání čelistí (angl. bracing, clamping) – obecně se považuje za synonymum zatínání zubů. Nejvhodnější je vnímat svírání čelistí jako předstupeň zatínání zubů – tedy prolongovaný kontakt horních a dolních zubů, avšak dosud bez nadměrné síly vyvíjené na zuby. Pro účely bruxismu považujeme svírání čelistí za aktivitu s výlučně okluzní složkou – pokud ke kontaktu zubů z nějakého důvodu nedochází (např. bezzubost), považujeme aktivitu za bruxismu podobnou (angl. bruxism-like activity), resp. za svírání čelistí bez kontaktu zubů (angl. bracing without tooth contact), kterou do klinického obrazu bruxismu nepočítáme.[6]
- Cvakání zuby (klapání zuby; angl. tapping, clicking) – nadměrné a neúčelné elevace a deprese mandibuly s kontaktem zubů, provázené zvukovými fenomény.[3][2]
- Nadměrné posuny čelistí s kontaktem zubů (angl. thrusting) – nadměrná a neúčelná aktivita žvýkacího svalstva s různou mírou kontaktu horních a dolních zub§. V principu se jedná o laterotruze a protruze provázené silnou kontrakcí mandibulárních elevátorů.[2][7]

Projevuje se v různé míře u většiny populace, a to především během spánku. Lidé, kteří bruxismem trpí, často o problému ani nevědí. Mohou však sledovat příznaky na bruxismus poukazující – bolesti žvýkacích svalů, čelistního kloubu a hlavy nebo přecitlivělost zubů na kyselé a horké.
Bruxismus je pozorovatelný často i u dětí, a to především v době infekčních onemocnění a při rozličných bolestech. Po nemoci zpravidla bez následků zmizí.
Obecná představa je, že bruxismus lze léčit mechanicky vkládáním umělohmotných mezizubních dlah nebo prostřednictvím léků uvolňujících svalstvo. Tyto metody však přinášejí často jen minimální či dočasnou úlevu. V léčbě je nutné se zaměřit především na vyvolávající faktory, kam patří gastroezofageální reflux, spánkové obtíže, nadměrný stres a celá řada problémů pohybového aparátu.